# Aphrosylus wirthi
Aphrosylus wirthi är en tvåvingeart som beskrevs av Harmston 1951. Aphrosylus wirthi ingår i släktet Aphrosylus och familjen styltflugor.
Artens utbredningsområde är Kalifornien. Inga underarter finns listade i Catalogue of Life.